# Riencourtia
Riencourtia es un género de plantas fanerógamas perteneciente a la familia de las asteráceas. Comprende 11 especies descritas y de estas, solo 3 aceptadas.

## Taxonomía
El género fue descrito por Alexandre Henri Gabriel de Cassini y publicado en Dictionnaire des Sciences Naturelles [Second edition] 45: 466. 1827. La especie tipo es Riencourtia spiculifera Cass.

## Especies aceptadas
A continuación se brinda un listado de las especies del género Riencourtia aceptadas hasta julio de 2012, ordenadas alfabéticamente. Para cada una se indica el nombre binomial seguido del autor, abreviado según las convenciones y usos.
- Riencourtia latifolia Gardner
- Riencourtia oblongifolia Gardner
- Riencourtia pedunculosa (Rich.) Pruski